# Prezydenci Ekwadoru

## Chronologiczna lista prezydentów Ekwadoru
| #    | Portret | Prezydent                                    | Początek kadencji    | Koniec               | Uwagi |
| ---- | ------- | -------------------------------------------- | -------------------- | -------------------- | --- |
| 1    |         | Juan José Flores (1800–1864)                 | 3 maja 1830          | 10 września 1834     | szef państwa (3 maja 1830 – 22 września 1830) prezydent (22 września 1830 – 10 września 1834) |
| 2    |         | Vicente Rocafuerte (1783–1847)               | 10 września 1834     | 31 stycznia 1839     | szef departamentu Guayas (10 września – 31 stycznia 1835) szef państwa (31 stycznia 1835 - 22 czerwca 1835) tymczasowy prezydent (22 czerwca 1835 - 8 sierpnia 1835) prezydent (8 sierpnia 1835 – 31 stycznia 1839) |
| (1)  |         | Juan José Flores (1800–1864)                 | 31 stycznia 1839     | 18 czerwca 1845      | prezydent (1 lutego 1839 – 15 stycznia 1843) tymczasowy prezydent (15 stycznia 1843 – 1 kwietnia 1843) prezydent (1 kwietnia 1843 – 18 czerwca 1845)                                                                |
|      |         | José Joaquín de Olmedo (1780–1847)           | 18 czerwca 1845      | 8 grudnia 1845       | przewodniczący tymczasowego rządu |
| 3    |         | Vicente Ramón Roca (1792–1858)               | 8 grudnia 1845       | 15 października 1849 | prezydent |
|      |         | Manuel de Ascásubi (1804–1876)               | 15 października 1849 | 10 czerwca 1850      | tymczasowy prezydent |
| 4    |         | Diego Noboa (1789–1870)                      | 10 czerwca 1850      | 24 lipca 1851        | szef państwa (10 czerwca 1850 - 8 grudnia 1850) tymczasowy prezydent (8 grudnia 1850 – 25 lutego 1851) prezydent (26 lutego 1851 – 24 lipca 1851)                                                                   |
| 5    |         | José María Urvina (1808–1891)                | 24 lipca 1851        | 16 października 1856 | szef państwa (24 lipca 1851 – 17 lipca 1852) tymczasowy prezydent (17 lipca 1852 – 6 września 1852) prezydent (6 września 1852 – 15 października 1856)                                                              |
| 6    |         | Francisco Robles (1811–1893)                 | 16 października 1856 | 17 września 1859     | prezydent |
| 7    |         | Gabriel García Moreno (1821–1875)            | 17 września 1859     | 31 sierpnia 1865     | szef państwa (17 września 1859 - 17 stycznia 1861) tymczasowy prezydent (17 stycznia 1861 – 2 kwietnia 1861) prezydent (2 kwietnia 1861 – 31 sierpnia 1865)                                                         |
|      |         | Rafael Carvajal (1818–1881)                  | 31 sierpnia 1865     | 7 września 1865      | tymczasowy prezydent |
| 8    |         | Jerónimo Carrión (1804–1873)                 | 7 września 1865      | 6 listopada 1867     | prezydent |
|      |         | Pedro José de Arteta (1797–1873)             | 7 listopada 1867     | 20 stycznia 1868     | tymczasowy prezydent |
| 9    |         | Javier Espinosa y Espinosa (1815–1870)       | 20 stycznia 1868     | 19 stycznia 1869     | prezydent |
|      |         | Gabriel García Moreno (1821–1875)            | 19 stycznia 1869     | 16 maja 1869         | tymczasowy prezydent |
|      |         | Manuel de Ascásubi (1804–1876)               | 16 maja 1869         | 10 sierpnia 1869     | tymczasowy prezydent |
| (7)  |         | Gabriel García Moreno (1821–1875)            | 10 sierpnia 1869     | 6 sierpnia 1875      | prezydent |
|      |         | Francisco Xavier León (1832–1880)            | 6 sierpnia 1875      | 6 października 1875  | tymczasowy prezydent |
| -    |         | José Javier Eguiguren (1816–1884)            | 6 października 1875  | 9 grudnia 1875       | tymczasowy prezydent |
| 10   |         | Antonio Borrero (1827–1911)                  | 9 grudnia 1875       | 18 grudnia 1876      | prezydent |
| 11   |         | Ignacio de Veintemilla (1828–1908)           | 19 grudnia 1876      | 9 lipca 1883         | szef państwa (19 grudnia 1876 – 26 stycznia 1878) tymczasowy prezydent (26 stycznia 1878 - 21 kwietnia 1878) prezydent (21 kwietnia 1878 – 26 marca 1882) szef państwa (26 marca 1882 – 9 lipca 1883)               |
|      |         | Rząd tymczasowy                              | 9 lipca 1883         | 11 października 1883 | członkowie: José María Sarasti y Ladrón de Guevara Agustín Guerrero Lizarzaburu Pablo Herrera González(do 14 lutego 1883) Luis Benjamín Cordero y Crespo Pedro Ignacio Lizarzaburu Rafael Pérez Pareja              |
|      |         | Ramón Antonio Borrero y Cortázar (1824–1894) | 11 października 1883 | 15 października 1883 | wiceprzewodniczący Zgromadzenia Narodowego |
| 12   |         | José Plácido Caamaño (1837–1901)             | 15 października 1883 | 1 lipca 1888         | tymczasowy prezydent (15 października 1883 – 10 lutego 1884) prezydent (10 lutego 1884 – 1 lipca 1888) |
|      |         | Pedro José Cevallos (1830–1892)              | 1 lipca 1888         | 17 sierpnia 1888     | tymczasowy prezydent |
| 13   |         | Antonio Flores Jijón (1833–1915)             | 17 sierpnia 1888     | 1 lipca 1892         | prezydent |
| 14   |         | Luis Cordero Crespo (1833–1912)              | 1 lipca 1892         | 16 kwietnia 1895     | prezydent |
|      |         | Vicente Lucio Salazar (1832–1896)            | 16 kwietnia 1895     | 23 sierpnia 1895     | tymczasowy prezydent |
| 15   |         | Eloy Alfaro (1842–1912)                      | 23 sierpnia 1895     | 1 września 1901      | szef państwa (23 sierpnia 1895 – 16 kwietnia 1896) tymczasowy prezydent (16 kwietnia 1896 – 13 stycznia 1897) prezydent (13 stycznia 1897 – 1 września 1901)                                                        |
| 16   |         | Leónidas Plaza (1865–1932)                   | 1 września 1901      | 1 września 1905      | prezydent |
| 17   |         | Lizardo García (1844–1927)                   | 1 września 1905      | 16 stycznia 1906     | prezydent |
| (15) |         | Eloy Alfaro (1842–1912)                      | 16 stycznia 1906     | 12 sierpnia 1911     | szef państwa (16 stycznia 1906 – 9 października 1906) tymczasowy prezydent (9 października 1906 – 1 stycznia 1907) prezydent (1 stycznia 1907 – 12 sierpnia 1911)                                                   |
|      |         | Carlos Freile Zaldumbide (1851–1928)         | 12 sierpnia 1911     | 1 września 1911      | tymczasowy prezydent |
| 18   |         | Emilio Estrada (1855–1911)                   | 1 września 1911      | 21 grudnia 1911      | prezydent |
|      |         | Carlos Freile Zaldumbide (1851–1928)         | 21 grudnia 1911      | 6 marca 1912         | tymczasowy prezydent |
|      |         | Francisco Andrade Marín (1841–1935)          | 6 marca 1912         | 6 sierpnia 1912      | tymczasowy prezydent |
|      |         | Alfredo Baquerizo (1859–1951)                | 10 sierpnia 1912     | 1 września 1912      | tymczasowy prezydent |
| (16) |         | Leónidas Plaza (1865–1932)                   | 1 września 1912      | 1 września 1916      | prezydent |
| 19   |         | Alfredo Baquerizo (1859–1951)                | 1 września 1916      | 1 września 1920      | prezydent |
| 20   |         | José Luis Tamayo (1858–1947)                 | 1 września 1920      | 1 września 1924      | prezydent |
| 21   |         | Gonzalo Córdova (1863–1928)                  | 1 września 1924      | 9 lipca 1925         | prezydent |
|      |         | Luis Telmo Paz y Miño Estrella (1884–1962)   | 9 lipca 1925         | 10 lipca 1925        | przewodniczący wojskowej junty |
|      |         | Junta                                        | 10 lipca 1925        | 1 kwietnia 1926      | |
| 22   |         | Isidro Ayora (1879–1978)                     | 1 kwietnia 1926      | 24 sierpnia 1931     | tymczasowy prezydent (1 kwietnia 1926 – 17 kwietnia 1929) prezydent (17 kwietnia 1929 – 24 sierpnia 1931) |
|      |         | Luis Larrea Alba (1894–1979)                 | 24 sierpnia 1931     | 15 października 1931 | minister rządu |
|      |         | Alfredo Baquerizo (1859–1951)                | 15 października 1931 | 28 sierpnia 1932     | przewodniczący senatu |
|      |         | Carlos Freile Larrea (1876–1942)             | 28 sierpnia 1932     | 2 września 1932      | minister rządu |
|      |         | Alberto Guerrero Martínez (1878–1941)        | 2 września 1932      | 5 grudnia 1932       | przewodniczący senatu |
| 23   |         | Juan de Dios Martínez (1875–1955)            | 5 grudnia 1932       | 20 października 1933 | prezydent |
|      |         | Abelardo Montalvo (1876–1950)                | 21 października 1933 | 1 września 1934      | tymczasowy prezydent |
| 24   |         | José María Velasco Ibarra (1893–1979)        | 1 września 1934      | 21 sierpnia 1935     | prezydent |
|      |         | Antonio Pons (1897–1980)                     | 21 sierpnia 1935     | 26 września 1935     | tymczasowy prezydent |
|      |         | Benigno Andrade Flores                       | 26 września 1935     | 26 września 1935     | przewodniczący wojskowej junty |
|      |         | Federico Paez (1876–1974)                    | 26 września 1935     | 23 października 1937 | tymczasowy prezydent |
|      |         | Gil Alberto Enriquez (1894–1962)             | 23 października 1937 | 10 sierpnia 1938     | szef państwa |
|      |         | Manuel María Borrero (1883–1975)             | 10 sierpnia 1938     | 2 grudnia 1938       | tymczasowy prezydent |
| 25   |         | Aurelio Mosquera (1883–1939)                 | 2 grudnia 1938       | 17 listopada 1939    | prezydent |
|      |         | Carlos Alberto Arroyo del Rio (1893–1969)    | 17 listopada 1939    | 11 grudnia 1939      | tymczasowy prezydent |
|      |         | Andrés Córdova (1892–1983)                   | 11 grudnia 1939      | 10 sierpnia 1940     | tymczasowy prezydent |
|      |         | Julio Enrique Moreno (1879–1952)             | 10 sierpnia 1940     | 1 września 1940      | tymczaowy prezydent |
| 26   |         | Carlos Alberto Arroyo del Rio (1893–1969)    | 1 września 1940      | 29 maja 1944         | prezydent |
|      |         | Fausto Navarro Allende (1888–1972)           | 29 maja 1944         | 29 maja 1944         | tymczasowy prezydent |
|      |         | Julio Teodoro Salem (1900–1968)              | 29 maja 1944         | 31 maja 1944         | przewodniczący biura politycznego Ekwadorskiego Sojuszu Demokratycznego |
| (24) |         | José María Velasco Ibarra (1893–1979)        | 31 maja 1944         | 24 sierpnia 1947     | prezydent |
|      |         | Carlos Mancheno Cajas (1902–1996)            | 24 sierpnia 1947     | 2 września 1947      | szef państwa |
| 27   |         | Mariano Suárez Veintimilla (1897–1980)       | 2 września 1947      | 16 września 1947     | prezydent |
| 28   |         | C.J. Arosemena Tola (1888–1952)              | 16 września 1947     | 31 sierpnia 1948     | prezydent |
| 29   |         | Galo Plaza Lasso (1906–1987)                 | 1 września 1948      | 31 sierpnia 1952     | prezydent |
| (24) |         | José María Velasco Ibarra (1893–1979)        | 1 września 1952      | 31 sierpnia 1956     | prezydent |
| 30   |         | Camilo Ponce Enriquez (1912–1976)            | 1 września 1956      | 31 sierpnia 1960     | prezydent |
| (24) |         | José María Velasco Ibarra (1893–1979)        | 1 września 1960      | 7 listopada 1961     | prezydent |
| 31   |         | C.J. Arosemena Monroy (1919–2004)            | 7 listopada 1961     | 11 lipca 1963        | prezydent |
|      |         | Ramón Castro Jijón (1915–1984)               | 11 lipca 1963        | 29 marca 1966        | przewodniczący junty wojskowej |
|      |         | Telmo Vargas(1912–2013)                      | 29 marca 1966        | 30 marca 1966        | szef sztabu armii |
|      |         | Clemente Yerovi (1904–1981)                  | 30 marca 1966        | 16 listopada 1966    | tymczasowy prezydent |
| 32   |         | Otto Arosemena (1925–1984)                   | 16 listopada 1966    | 31 sierpnia 1968     | tymczaowy prezydent |
| (24) |         | José María Velasco Ibarra (1893–1979)        | 1 września 1968      | 15 lutego 1972       | prezydent |
| 33   |         | Guillermo Rodríguez Lara (1923–)             | 15 lutego 1972       | 11 stycznia 1976     | prezydent |
|      |         | Alfredo Poveda (1926–1990)                   | 11 stycznia 1976     | 10 sierpnia 1979     | przewodniczący Najwyższej Rady Rządowej |
| 34   |         | Jaime Roldós Aguilera (1940–1981)            | 10 sierpnia 1979     | 24 maja 1981         | prezydent |
| 35   |         | Osvaldo Hurtado (1939–)                      | 24 maja 1981         | 10 sierpnia 1984     | prezydent |
| 36   |         | León Febres Cordero Ribadeneyra (1931–2008)  | 10 sierpnia 1984     | 10 sierpnia 1988     | prezydent |
| 37   |         | Rodrigo Borja Cevallos (1935–)               | 10 sierpnia 1988     | 10 sierpnia 1992     | prezydent |
| 38   |         | Sixto Durán Ballén (1921–2016)               | 10 sierpnia 1992     | 10 sierpnia 1996     | prezydent |
| 39   |         | Abdalá Bucaram (1952–)                       | 10 sierpnia 1996     | 6 lutego 1997        | prezydent |
|      |         | Fabián Alarcón (1947–)                       | 6 lutego 1997        | 9 lutego 1997        | tymczasowy prezydent |
|      |         | Rosalía Arteaga (1956–)                      | 9 lutego 1997        | 11 lutego 1997       | tymczasowy prezydent |
|      |         | Fabián Alarcón (1947–)                       | 11 lutego 1997       | 10 sierpnia 1998     | tymczaowy prezydent |
| 40   |         | Jamil Mahuad (1949–)                         | 10 sierpnia 1998     | 21 stycznia 2000     | prezydent |
|      |         | Rada Państwa                                 | 21 stycznia 2000     | 22 stycznia 2000     | członkowie: Carlos Mendoza Poveda Carlos Antonio Vargas Guatatuca Carlos Solórzano Constantine |
| 41   |         | Gustavo Noboa (1937–2021)                    | 22 stycznia 2000     | 15 stycznia 2003     | prezydent |
| 42   |         | Lucio Gutiérrez (1957–)                      | 15 stycznia 2003     | 20 kwietnia 2005     | prezydent |
| 43   |         | Alfredo Palacio (1939–2025)                  | 20 kwietnia 2005     | 15 stycznia 2007     | prezydent |
| 44   |         | Rafael Correa (1963–)                        | 15 stycznia 2007     | 24 maja 2017         | prezydent |
| 45   |         | Lenín Moreno (1953–)                         | 24 maja 2017         | 24 maja 2021         | prezydent |
| 46   |         | Guillermo Lasso (1955–)                      | 24 maja 2021         | 23 listopada 2023    | prezydent |
| 47   |         | Daniel Noboa (1987–)                         | 23 listopada 2023    | nadal urzęduje       | prezydent |